# Лейкфельд, Павел Эмильевич
Павел Эмильевич Лейкфельд (1859 — после 1920 года) — русский философ и педагог, профессор философии Харьковского университета.

## Происхождение
Павел Эмильевич Лейкфельд родился в семье помещика Бахмутского уезда Екатеринославской губернии Эмиля Васильевича Лейкфельда.

## Научная карьера
Окончил с золотой медалью Вторую Харьковскую гимназию, после чего поступил в Императорский Харьковский университет. Магистерская диссертация была написана на тему «Разные направления в логике и основные задачи этой науки».
Заслуженный профессор Харьковского университета, преподаватель логики и философии. Также преподавал на Высших женских курсах в Харькове. Автор работ в области философии, логики и психологии. Участник российских и европейских съездов и научных конференций. Также заведовал кафедрой экспериментальной психологии в Харьковском университете. Сотрудник духовного журнала.
После революции 1917 года переехал в Крым, подконтрольный ВСЮР. Там он прожил до 1920 года, дальнейшая судьба неизвестна.

## Избранное
- О гипотетических суждениях
- Закон Вебера и закон Меркеля
- Различные направления в логике и основные задачи этой науки
- Логическое учение об индукции в главнейшие исторические моменты его разработки
- К вопросу о выработке интернационального языка
- Средневековая и новая философия